# 龙江乡 (龙陵县)
龙江乡，是中华人民共和国云南省保山市龙陵县下辖的一个乡镇级行政单位。

## 行政区划
龙江乡下辖以下地区：
赧等村、邦焕村、大汉坝村、三台山村、勐柳村、上龙村、硝塘村、弄玲村、大新寨村、弄福村、弄岗村、邦明村、新寨村、勐外坝村和蕨叶坝村。